# Misterio bufo
Misterio bufo (Mistero buffo) es una obra dramática y también didáctica de la historia del juglar en el medievo, y la recomposición de los cuadros o escenas de teatro, por el dramaturgo, actor, director, e investigador, italiano Dario Fo, representada por primera vez en 1969.

## Argumento
Sobre la base de los llamados misterios bufos, que en la Edad Media representaban los juglares para hacer una representación jocosa, festiva y provocadora, de los Misterios evangélicos, diferente de la lectura e interpretación que hacía (y hace) la iglesia católica, el autor presenta una crítica de las injusticias sociales y el poder de la jerarquía eclesiástica, en diferentes escenas. 
Así mismo el autor hace una revisión acerca de la oposición, histórica, entre las interpretaciones que han hecho diferentes corrientes. Resulta interesante ver como Darío Fo, describe y analiza el fenómeno que algunos grupos de poder político y económico intentan imponer la tesis de que el arte solo nace de las clases burguesas. El también director, dramaturgo, actor e investigador y docente contrapone evidencias de que los juglares han sido irreverentes con ese tipo de visiones. Y con casos específicos y documentados analiza el nacimiento de algunos personajes. 
El autor separa en su texto "Misterio Bufo" y "Textos de la pasión": los primeros textos son referentes a la historia de la Juglaría Popular, y los segundos referidos a la pasión de Cristo.

MISTERIO BUFO
- Resurrección de Lázaro.
- Loa de los azotados.
- La matanza de los inocentes.
- Moralidad del ciego y del tullido.
- El nacimiento del juglar.
- El nacimiento del villano.
- La resurreccción de Lázaro.
- Bonifacio VIII.
- El hambre de Zanni
- Grammelot de Scapino
- El milagro de las bodas de Caná 
TEXTOS DE LA PASIÓN
- El loco y la muerte.
- María conoce la condena impuesta a su hijo
- Juego del Loco bajo la cruz
- Pasión María en la cruz.

## Representaciones
- Universidad Estatal de Milán, 30 de mayo de 1969. Estreno.
  - Intérpretes: Dario Fo, Franca Rame.